# Кампания «Помним всё»
«Помним всё» — глобальная инициатива, направленная на содействие военно-историческим музеям во всем мире в деле сохранения и реставрации легендарных образцов военной техники. Организована компанией Wargaming.net в конце 2013.

## История
В декабре 2013 г. Wargaming.net объявили о своих планах по проведению серии мероприятий, направленных на содействие военно-историческим музеям по всему миру в деле сохранения и реставрации легендарных образцов военной техники. Их цель — поддержание памяти о людях, которые создавали, строили и приводили в действие технику периода Второй мировой войны.
Программа получила название «Чтобы помнили», но вскоре была переименована в «Помним всё».
Первым проектом в рамках кампании стала реставрация советского танка Т-34-76 совместно с ИКК «Линия Сталина». Работы по восстановлению танка легли в основу документального фильма «Т-34», снятого сотрудником Wargaming.net Вячеславом Макшуном. Премьера картины прошла в ноябре 2013 года в рамках минского кинофестиваля «Листопад». В феврале 2014 г. Wargaming.net выложили фильм в свободный доступ.
В конце 2013 г. компания рассказала о еще одном масштабном проекте — поднятии со дна реки и реконструкции советского танка КВ-1, затонувшего под Воронежем (Россия) более 70 лет назад. Зимой специалисты просканировали дно реки, чтобы определить точное местонахождение машины. Из-за сложного рельефа дна и погодных условий второй этап (операция по поднятию) был отложен до весны.
23 февраля 2014 г. в музее «Прохоровское поле» (пгт.Прохоровка, Белгородская область, Россия) состоялось открытие компьютерного класса, в котором гости музея смогут узнать больше об истории своей страны из обучающих программ и семинаров. Класс был оборудован при поддержке компании.
16 апреля 2014 г. Wargaming.net объявила о своих планах по восстановлению сверхтяжелого танка Panzerkampfwagen VIII «Maus» совместно с Бронетанковым музеем в Кубинке.
19 апреля 2014 г. стартовала акция по восстановлению образцов военной техники в Центральном музее ВС РФ в Москве.
5 мая 2014 г. при поддержке Wargaming.net у Мемориала воинам-сибирякам состоялась встреча ветеранов. Мероприятие прошло на 42-м километре Волоколамского шоссе под Москвой, где в ноябре-декабре 1941 года проходил передовой рубеж обороны города.
К 9 мая компания подготовила серию видеоинтервью «Истории Великой Победы», в которых ветераны рассказывают о сражениях и тяготах военных лет.
14 июня 2014 г. Wargaming.net представила фильм «Танки пахнут болотом». Вторая документальная кинолента, снятая Вячеславом Макшуном, рассказывает о поисках танков, оставшихся в белорусских болотах со времен Второй мировой.
В конце июня 2014 г. под Москвой прошел военно-патриотический слет боевой техники «Моторы войны», организованный при поддержке компании. В фестивале приняли участие более 100 действующих танков.
11—13 июля Wargaming.net выступила генеральным партнером фестиваля «Поле боя — 2014». На мероприятии прошли показы боевой техники и вооружения времен Великой Отечественной войны.